# Скала Быстрова
Скала́ Быстро́ва — скала в массиве Вольтат на территории Земли Королевы Мод. в Антарктиде. Нанесена на карту Советской антарктической экспедицией в 1961 г. Названа в честь выдающегося русского палеонтолога А. П. Быстрова (1899—1959 гг.). Название утверждено 23 ноября 1966 г. на заседании Междуведомственной комиссии по изучению Антарктики (СССР).

## Упоминания скалы Быстрова в литературе
- Б. В. Дубовский. Новые наименования географических объектов в районе работ Советской антарктической экспедиции на Земле Королевы Мод. Антарктика. Доклады комиссии 1967 г., Москва, Наука, 1969, вып.7, стр.201-205.
- Б. Г. Масленников. Морская карта рассказывает. Москва, Воениздат, 1973, 365 с (стр.50).
- Л. И. Дубровин, М. А. Преображенская. Русские и советские географические названия на картах Антарктики. Ленинград, Гидрометеоиздат, 1976, 80 с (стр.29).
- Б. Г. Масленников. Морская карта рассказывает. Второе издание, переработанное и дополненное. Москва, Воениздат, 1986, 368 с (стр.50).
- Словарь географических названий Антарктики. Москва, ЦНИИГАиК, 1987, 407 с (стр.40, 242).
- В. Быстров. Наш земляк из книги «Лезвие бритвы». Рязанский следопыт, Рязань, изд-во «Горизонт», 1994, N.3, стр.26-28.
- [iae.newmail.ru/Bystrow/iodko/index.htm О. Иодко. Капитан «Звёздных кораблей» А. П. Быстров — врач, художник, палеонтолог. Санкт-Петербургский университет, 1995, N7(3400), стр.24-27.]
- О. Иодко. Умный котёнок профессора Быстрова. Ваш Друг, 1996, N27, стр.7.
- О. В. Иодко. 15000 черепов А. П. Быстрова. Студенческий перекрёсток, Приложение к газете «Эскалатор». Санкт-Петербург, 1996, N1(121), стр.4.
- Знакомьтесь: наш земляк. Газета «Старожиловские просторы», 16 мая 1998 года, стр.1.